# Дворац Амбрас
Дворац Амбрас је ренесансни замак и палата који се налази у брдима изнад Инзбрука, у Аустрији. Дворац Амбрас је 632 м изнад нивоа мора.  Дворац, који се сматра једном од најпопуларнијих туристичких атракција Тирола, саграђен је у 16. веку на месту ранијег замка из 10. века, који је постао седиште моћи грофова Андешких. Културно-историјски значај замка је уско повезан са надвојводом Фердинандом II (1529–1595) и служио је као резиденција његове породице од 1567. до 1595. године.  Фердинанд је био један од најистакнутијих колекционара уметности у историји. Принчевски владар Тирола, син цара Фердинанда I, наредио је да се средњовековна тврђава у Амбрасу претвори у ренесансни замак као поклон његовој жени Филипини Велзер. Своје светски познате збирке сместио је у музеј: збирке, које се још увек налазе у Доњем замку изграђеном специјално за потребе тог музеја, чине замак Амбрас Инзбрук једним од најстаријих музеја на свету.
Доњи замак садржи оружарнице које представљају ремек дела европске оружарске уметности од времена цара Максимилијана I до цара Леополда I. Као једини ренесансни објекат ове врсте која је сачуван на свом првобитном месту, представља споменик културе без премца.
Изнад Доњег замка налази се чувена Шпанска дворана (Spanischer Saal), значајан пример немачке ренесансне архитектуре, која садржи компликован плафон са уметнутим дрветом и зидове украшене са 27 портрета владара Тирола.  У Горњем замку се налази обимна галерија хабзбуршких портрета (Habsburger Porträtgalerie) са сликама бројних чланова Аустријске династије Хабзбурга  и других водећих владајућих европских династија, укључујући и многе портрете кнежевске деце.

## Историја
Много пре него што је Инзбрук постао град, спомињање Амраса или Омраса појавило се у документима из 10. века. Ово рано утврђење у тадашњем југозападном углу Баварске било је седиште моћи грофова Андешких, који су постали маркгрофови Истре, а касније војводе краткотрајне царске државе Мераније од 1180. до 1248. године. Ово првобитно утврђење је уништено 1133. године и од њега нема никаквих трагова, иако је део материјала из првобитне конструкције касније коришћен у модерној грађевини.  Године 1248. рушевине замка и имовина прешли су у наслеђе од грофова Андеха на грофа Алберта IV од Тирола.
Модерни дворац Амбрас саградио је надвојвода Фердинанд II (1529–1595), други син цара Фердинанда  I. Када је 1564. постао провинцијски суверен Тирола, Фердинанд II је наредио двојици италијанских архитеката да претворе постојећу средњовековну тврђаву у ренесансни замак за његову супругу Филипину Велзер (1527–1580), коју је тајно оженио.  Фердинанд  II је припремио резиденцију своје породице у Горњем замку, испод које је саградио једну од уметнички најважнијих сала касне ренесансе — познату као „Шпанска дворана“ од деветнаестог века. Године 1567. Фердинанд II је ушао у Инзбрук, а пре тога је постављен за административног гувернера Краљевине Бохемије, заузимајући резиденцију у Прагу 1547. Године 1589. додао је зграду оружарнице Heldenrüstkammer, западно од Доњег замка, у сврху смештаја своје збирке „Хероја“, прве систематске презентације предмета у историји музеја. Замак Амбрас је коришћен као резиденција Филипине, као и место где је Фердинанд II смештао своју колекцију оружја, оклопа, портрета, као и реткости и драгоцених предмета. Данас је музеј историје уметности Дворац Амбрас у Инзбруку део Музеја историје уметности Беча.
Филипина је постала популарна и омиљена фигура захваљујући својој добротворности и спремности да помогне другима, посебно обичним људима у Тиролу. Чак је и племство подносило своје молбе бившој обичној грађанки. Као знак наклоности, људи су упућивали своје писане петиције „милосрдној госпођици“ или „достојанственој принцези гђи. Филипини од Аустрије“.  После Фердинандове смрти 1595. године, други син Фердинанда и Филипине, маркгроф Карло од Бургауа, наследио је замак Амбрас. Због малог интересовања за очување, замак и његове збирке доспели су у оронуло стање и Карло их је 1606. продао цару Рудолфу II. Цар који је боравио у Прагу оставио је збирку свог рођака скоро у целини у замку Амбрас, пошто је и сам био један од најзначајнијих хабзбуршких колекционара.
Наредних година дворац Амбрас више није имао статус званичне резиденције и ретко се у њему живело. Неадекватне мере заштите довеле су до губитка вредних књига, рукописа и скица, а убрзо је палата у великој мери пропала. У седамнаестом веку, цар Леополд I (1640–1705) наложио је да се неке од највреднијих фондова Амбрасових збирки — углавном књига и рукописа — пренесу у Беч, где се и данас могу видети у Аустријској националној библиотеци.  Године 1805. преостале збирке Амбраса биле су угрожене поразом Аустрије од стране Француске империје. На срећу, након што је препознао значај збирке Амбрас, Наполеон (1769–1821) ју је пренео на сигурно у Беч. 
Године 1855, надвојвода Карл Лудвиг, тадашњи гувернер Тирола, преуредио је палату да би се користила као летња резиденција. За то време направљене су значајне промене у палати и околном парку. Изграђен је спољашњи зид замка са улазном рампом за кочије обложеном бршљаном. Парк је редизајниран као енглески врт. Након што се надвојвода Карл Лудвиг одрекао права наследства  палата је поново запостављена. Године 1880. претворена је у музеј и накнадно реновирана. 
Године 1919, након распада Аустроугарске империје, дворац Амбрас је постао власништво Републике Аустрије. Године 1950. Музеј историје уметности у Бечу је преузео управу над замком и његовим збиркама. Током 1970-их, извршена је свеобухватна рестаурација Шпанске сале, стамбених четврти Горњег замка и унутрашњег дворишта. Године 1974. завршена је Комора уметности и чуда. Године 1976. завршена је Хабзбуршка портретна галерија која покрива период од петнаестог до деветнаестог века. Године 1981. оружарнице су поново отворене у Доњем замку. 

## Збирке
Дворац Амбрас у Инзбруку је савезни музеј Републике Аустрије. Административно је део Музеја историје уметности у Бечу и припада КХМ Музејском удружењу (KHM-Museumsverband).
Фердинанд II је био један од најважнијих покровитеља породице Хабзбург. Основао је запажене Амбрасове збирке и за њих наложио изградњу музеја у просторијама „Доњег дворца“, који је саграђен по најнапреднијим замислима тог времена. Три оружарнице и Комора уметности и чуда су од почетка дизајниране и коришћене као музеј.

### Шпанска сала
Шпанска сала, изграђена између 1569. и 1572. године, једна је од најважнијих самостојећих сала ренесансе. Салом дугом 43 м доминира 27 портрета кнежевских владара Тирола у целој дужини. Данас се у овој сали одржавају познати концерти класичне музике.

### Сала уметности и чуда
Сала уметности и чуда надвојводе Фердинанда II је једина ренесансна сала уметности која се још увек може видети на свом првобитном месту. Друге су опљачкане, попут оних у Минхену, Прагу или Штутгарту, или им је промењен карактер као у Дрездену или Каселу.
У Сали уметности и чуда у замку Амбрас могу се видети artificialia, naturalia, scientifica, exotica, and mirabilia: природна чуда (ретке, јединствене и изузетне ствари из природе), као и драгоцени предмети, научни предмети, играчке или луксузни предмети тог времена и тако даље. Природни и уметнички објекти по садржају представљају програм касноренесансних енциклопедијских збирки. Посебност колекција Амбраса је да су оне и даље тамо где су биле предвиђене да буду виђене. И даље се могу пронаћи корали распоређени у витрине, стругови од дрвета или слоноваче, стаклене фигуре, и слике на порцелану и свили које припадају најстаријим европским збиркама азијске, афричке и америчке уметности (exotica).
Могу се наћи и значајна дела европских уметника, као што је резбарена „мала смрт“ од дрвета Ханса Лајнбергера, као и типични предмети уметничких соба попут пехара од рога носорога, кокоса или каменог кристала, животиње од бронзе, музички и мерни инструменти, аутомати и сатови. Веома важан део колекције били су портрети чудесних личности попут длакавих људи, Влада Цепеша и других.

### Оружарнице
Идеја надвојводе Фердинанда II о музеју била је новина: он је систематски прикупљао оклопе од познатих личности свог времена. Он је представио оклопе „као вечни спомен“ тим личностима – углавном војним командантима – у „Heldenrüstkammer“ (Оружарници хероја); неки су и данас изложени у оригиналним витринама из 16. века. Његове Оружарнице садрже веома ретке примерке оружја и оклопа из 15. века који су првобитно потицали из збирки цара Максимилијана I и надвојводе Жигмунда. Могу се видети оклопи за турнире попут немачког надметања, као и оклоп дворског дива Бартлме Бона, који је учествовао на турниру у Бечу 1560. године. Дворска оружарница (Leibrüstkammer) укључује надвојводов приватни оклоп и оклоп двора у Инзбруку. Фердинандова колекција оклопа била је једна од најзначајнијих те врсте, не само због идеје колекције, већ и због квалитета и квантитета његових предмета. Данас, одабрани предмети још увек илуструју идеју музеја у Инзбруку у замку Амбрас, док су многи оклопи изложени у Царској оружарници Музеја историје уметности у Бечу.

### Горњи замак
Горњи замак, најстарији део замка Амбрас, садржи галерију портрета Хабзбурга. Око 300 портрета од 15. до 19. века, укључујући краља Албрехта II, цара Максимилијана I, Карла V и Фердинанда I, до последњег цара Светог римског царства, Франца II, савременика Наполеона Бонапарте. Због различитих династичких односа, збирка приказује и припаднике других европских династија. Портрете су насликали познати уметници као што су Лукас Кранах Старији, Антонис Мор, Тицијан, Антонис ван Дајк и Дијего Веласкез.
Штрасерова колекција стакла је међу најважнијим те врсте у свету. Сачињена од стране професора Рудолфа Штрасера током више од педесет година, ова колекција укључује вредне комаде стакла из периода ренесансе и барока из најважнијих европских региона за производњу стакла, на пример Венеције, Чешке, Хола, Инзбрука и Шлезије. Висок квалитет колекције сасвим је упоредив са збирком ових епоха у Музеју стакла Корнинг у Њујорку. 
Збирка готичке скулптуре представља предмете из времена цара Максимилијана I (1459–1519). Главно дело је импозантни олтарски комад Светог Ђорђа, који је по наруџбини Максимилијана урадио Себолд Боксдорфер и важан за Хабзбурге, Орден Светог Ђорђа.
Унутрашње двориште, сређено између 1564. и 1567. године сликањем у сивом al fresco (сива слика на још влажном малтеру), спада међу најбоље очуване примере фресака из 16. века. Представе кнежевских врлина и муза, женских и мушких хероја, као и различита јуначка дела настојали су да прикажу краљевство као пример. Они се односе на свог повереника надвојводу Фердинанда II, покровитеља уметности и домаћина раскошних свечаности.
У културно-историјском смислу Купалиште Филипине Велсер, једино потпуно очувано купатило из 16. века, представља нешто посебно од културног наслеђа.
Капела посвећена Светом Николи освештана је први пут 1330. године и често обнављана током векова, а коначно ју је у 19. веку осликао сликар из Инзбрука Аугуст Верндле.

## Сребрни новац замка Амбрас
Замак Амбрас је толико популаран и познат да је био предмет једног од најпознатијих сребрних колекционарских кованица: новчића од 10 евра са замком Амбрас.
На аверсу новчића налази се општи поглед на замак јужно од Инзбрука са вртовима у ренесансном стилу који чине централни дизајн. На реверсу троје дворских музичара прелазе дуж Шпанске сале, на основу слике из 1569. године. Овај дизајн подсећа на дворске фестивале за које је Фединанд II посебно изградио Шпанску дворану.

## Галерија
- Замак Амбрас
- Замак Амбрас
- Корално распеће
- Гравура Матхауса Мериана, око 1650.
- Слика Карла Коњоле, 1818.
- Фотографија Антона Гратла, 1898.
- Разгледница, почетак двадесетог века
- Колекција оружарнице